# Оријентални институт Универзитета у Чикагу
41° 47′ 22″ N 87° 35′ 52″ W / 41.78944° С; 87.59778° З
Оријентални институт (енгл. The Oriental Institute, OI) је археолошки музеј Универзитета у Чикагу и истраживачки центар за истраживање древног Блиског истока који се налази у Хајд парку, делу Чикага, у Илиноису, у САД. Основао га је 1919. године професор Универзитета Џејмс Хенри Бриастед уз донацију Џона Рокфелера јуниора.
Институт је смештен у необичној ар деко/готичкој згради на углу Универзитета и 58. улице, а пројектовала ју је архитектонска фирма Mayers Murray & Phillip. Музеј садржи артефакте са ископавања по Египту, Израелу, Сирији, Турској, Ираку и Ирану. Значајни експонати су знаменити предмети од слоноваче из Мегида, блага из Персеполиса, древне персијске престонице, Ламасу - огромни крилати бик са људском главом тежак 40 тона из Дур-Шарукина, престонице асирског краља Саргона II и монументална статуа Тутанкамона.
Улаз у музеј је бесплатан, иако се посетиоцима сугерише да оставе донацију од 5 долара за одрасле и 2 долара за децу.
Горњи спратови Института садрже учионице и канцеларије, продавницу сувенира као и библиотеку где се продају уџбеници за студије Блиског истока.
Научници Института су познати по многим важним открићима Плодног полумесеца, захваљујући којима се данас створила слика почетака цивилизације. Сам израз Плодни полумесец је сковао амерички археолог и некадашњи директор ОI Џејмс Хенри Брестед (енгл. James Henry Breasted), за кога се тврди да је био један од модела за фиктивни лик Индијане Џоунса (слично као и археолог Роберт Џон Брејдвуд).
Научници ОI недавно су довршили речник акадског језика од 21 књиге, који је комерцијално и онлајн доступан. Тренутно раде на речницима хетитког језика и демотског писма. 

## Галерија
- Врата Оријенталног института у стилу ар декоа, скулптура вајара Урлика Елерхусена
- Глава бика који је некад чувао улаз у "Дворану од стотину стубова“ у Персеполису
- Ламасу са палате Саргона II у Дур-Шарукину
- Глава ове сумерске жене је ископана у Тутубу, делу града-државе Ешнуне, од стране Оријенталног института, сада у Sulaymaniyah музеју у Ирачком Курдистану.